# Ula javanica
Ula javanica är en tvåvingeart som beskrevs av Alexander 1915. Ula javanica ingår i släktet Ula och familjen hårögonharkrankar. Inga underarter finns listade i Catalogue of Life.